# TC Matic
TC Matic var ett belgiskt rockband som bildades i slutet av 1970-talet. Deras första låt som hamnade på skiva är "Bazooka Joe" som var med på samlingsskivan "Get Sprouts". 1981 släpptes singeln "Oh la la la" som såldes i 15 000 exemplar i Belgien. Strax efteråt kom debutalbumet "TC Matic". Efter att ha släppt sitt andra album "L'apache" försökte de sig på en lansering utomlands och gjorde en Europaturné men utan någon större framgång. Bandet spleade flera gånger i Sverige. Efter att ha gjort en turné tillsammans med Simple Minds 1986 splittrades bandet, och sångaren Arno inledde en solokarriär som avslutades först med hans död 2022.

## Diskografi
- T.C. Matic 1981
- L'apache 1982
- Choco 1983
- Yé Yé 1985